# 希坦
希坦（英語：thetan，發音為/ˈθeɪtən/，中文官方意譯名為精神個體）是山達基教中的一個概念，類似於哲學中自我的概念，或在一些信仰體系中發現的精神或靈魂的概念。 這個術語源自希臘字母θ，theta，在山達基信仰中代表「生命之源，或生命本身」。山達基人相信是希坦負責指揮身體，而不是中樞神經系統。
希坦被描述為：
「希坦是一種不朽的精神存在；人類的靈魂。」
「是個體存在，操縱身體並生活在身體中。」
「希坦不是事物，希坦是事物的創造者。」
希坦是「這個人他自己－不是他的身體或名字、物質宇宙、他的心靈或其他任何東西；它可以意識到他是有意義的；它是個體他本身。」
希坦的概念最早是在20世紀50年代初由L·罗恩·贺伯特提出的，他借鑒了戴尼提練習者的報告，他們在治療中發現客戶提出了對前世經歷的描述。希坦可以在一生中多次轉世，並且不會在肉身死亡時停止存在，也不會上天堂或地獄。山達基教的一個重要目標是培養人更强的意識和更高層次的能力，以作為運作中的希坦在物質宇宙中運作。

## 希坦靈體
「希坦靈體」（body thetan）則是每個人生來即帶有的不屬於自我的靈體，它來源自兹努殘殺的外星人所遺留之靈體。山達基教認爲希坦靈體「卡」在人體之内、之上或附近，所有人體都被這些無形的希坦靈體甚至其群體（cluster）所侵染。希坦靈體是人類罹患各類身體疾病和精神疾病的根本原因。直到達到OTIII級別時，此資訊才會向山達基教徒披露。到達最終的OTVIII級別時，教徒即可以徹底瞭解山達基教所相信的《山達基：人類的歷史》並沿著其進化全軌跡回到蛤蜊的狀態，最終通過聽析來清掉所有的希坦靈體。